# Zoramia flebila
Zoramia flebila är en fiskart som beskrevs av Greenfield, Langston och Randall 2005. Zoramia flebila ingår i släktet Zoramia och familjen Apogonidae. Inga underarter finns listade i Catalogue of Life.